# Mayener Volksbank
Die Mayener Volksbank mit Sitz in Mayen im heutigen Landkreis Mayen-Koblenz in Rheinland-Pfalz wurde am 21. Juli 1878 gegründet.

## Geschichte
Die Mayener Volksbank ist die erste Genossenschaftsbank in der Vulkaneifel, die sich als Volksbank bezeichnete. Eine andere Genossenschaftsbank der Region war zum Beispiel der Burgbrohler Darlehnskassenverein (gegründet 1869). 
Nach ihrer Vergrößerung durch Fusionen im Laufe des 20. Jahrhunderts wurde im Jahr 1986 der Name in Volksbank  Mayen-Mendig geändert. Im Jahr 2001 erfolgte nach dem Zusammenschluss mit der Raiffeisenbank Kelberg die Umbenennung in Volksbank Vulkaneifel. 
Im Jahr 2002 fusionierte die Volksbank Vulkaneifel mit der Volksbank Rhein-Ahr, der heutigen Volksbank RheinAhrEifel. 
Neben dem Sitz der Genossenschaft in Bad Neuenahr ist Mayen der Verwaltungssitz der Volksbank RheinAhrEifel mit über 100 Mitarbeitern. 
Im September 2017 wurde nach umfangreichen Baumaßnahmen der Verwaltungssitz in Mayen (St.-Veit-Straße 6–10) wiedereröffnet. Er besteht aus einem Neubau, in den eine denkmalgeschützte Hausfassade vom Anfang des 20. Jahrhunderts integriert wurde.